# چارلز کک

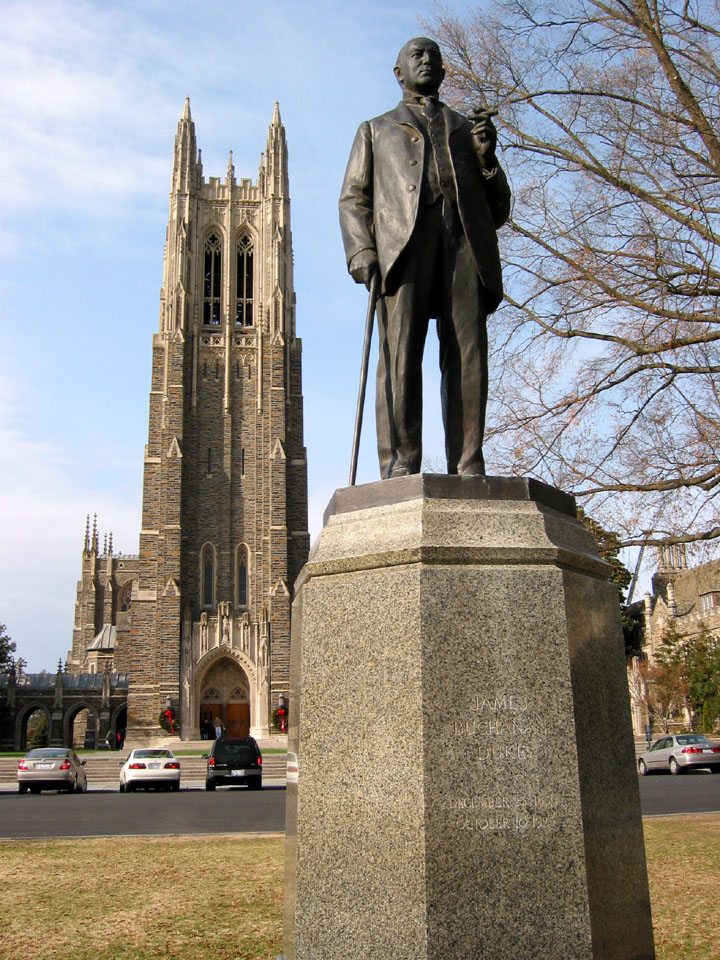
مجسمه جیمز بی دوک در دانشگاه دوک، ۱۹۳۵

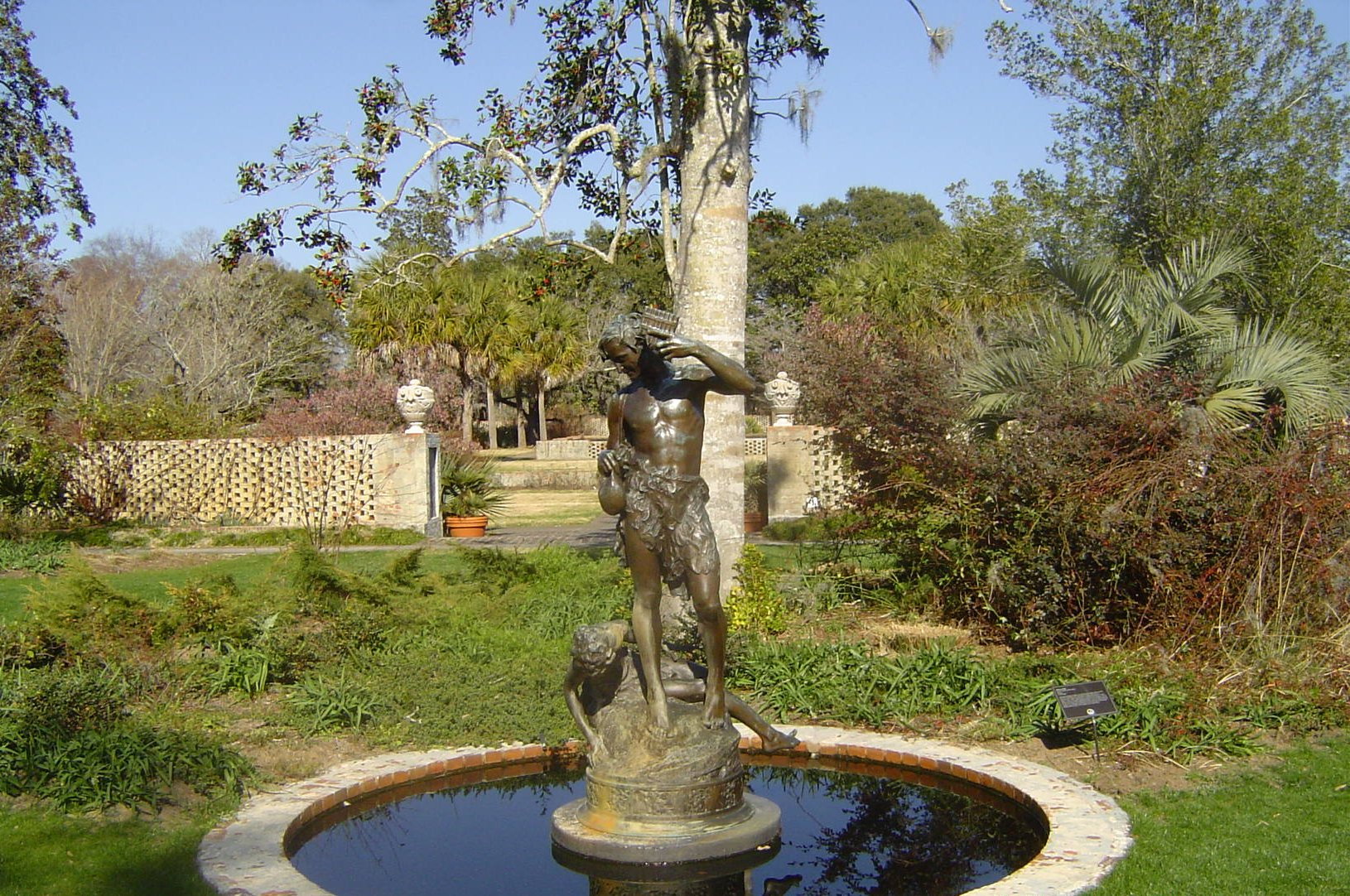
مجسمه ای در باغ‌های بروکگرین سال ۱۹۳۴

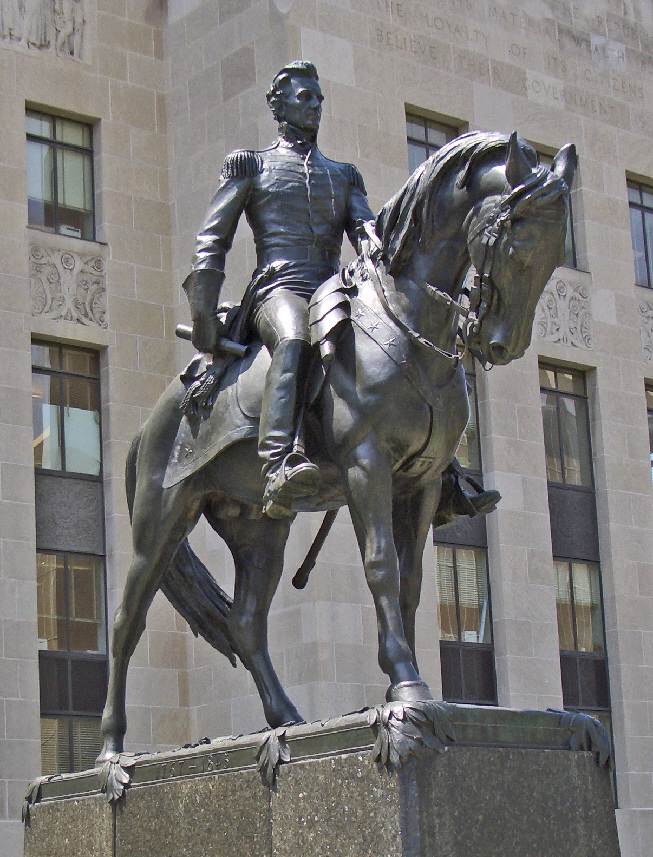
مجسمه اندرو جکسون در مقابل دادگاه شهرستان جکسون (کانزاس سیتی، میسوری)، ۱۹۳۴

چارلز کک (زاده ۹ سپتامبر ۱۸۷۵ – ۲۳ آوریل ۱۹۵۱) مجسمه‌ساز آمریکایی اهل نیویورک بود.

## سنین جوانی و تحصیل
کک در آکادمی ملی طراحی و لیگ دانشجویان هنر نیویورک با فیلیپ مارتینی تحصیل کرد و از سال ۱۸۹۳ تا ۱۸۹۸ دستیار آگوستوس سنت گادنز بود. او همچنین در آکادمی آمریکایی در رم شرکت کرد. در سال ۱۸۲۱ به عنوان عضو وابسته به آکادمی ملی طراحی انتخاب شد و در سال ۱۹۲۸ یک آکادمیک کامل شد. او بیشتر بخاطر بناهای تاریخی و مجسمه‌های معماری خود شناخته شده‌است. کار او همچنین بخشی از رویداد مجسمه‌سازی در مسابقه هنری در بازی‌های المپیک تابستانی ۱۹۳۲ بود. مدفن او در گورستان روستایی فیشکیل بود.

## حرفه

### مجسمه‌سازی معماری
- موزه بروکلین، نابغه اسلام، مک کیم، مید اند وایت، معماران، نیویورک، ۱۹۰۸
- تالار پنسیلوانیا، دانشگاه پیتسبورگ، پیتسبورگ، پنسیلوانیا، ۱۹۰۸
- موزه و یادبود ملی نظامی سربازان و ملوانان، پیتسبورگ، ۱۹۱۰
- تالار شهر اوکلند، معماران پالمر و هورنبوستل، اوکلند، کالیفرنیا، ۱۹۱۴
- ساختمان شهر-کانتی پیتسبورگ، معماران پالمر و هورنبوستل، پیتسبورگ، پنسیلوانیا، ۱۹۱۶
- تالار شهر ویلمینگتون، معماران پالمر و هورنبوستل، ویلمینگتون، دلاور، ۱۹۱۷
- طراحی درهای ساختمان یادبود جان بی مورفی، شیکاگو، ایلینوی، 1926[۳]
- ساختمان آموزش، آلبانی، نیویورک
- گالری هنر نلسون، کانزاس سیتی، میسوری
- هتل والدورف آستوریا، معماران شولتزه و ویور، نیویورک، ۱۹۳۱
- ضمیمه ساختمان شهرستان اسکس، نیوآرک، نیوجرسی، c. 1930
- دادگاه شهرستان جکسون، وایت و وایت، معماران، کانزاس سیتی میسوری، ۱۹۳۴
- دادگاه شهرستان برانکس، معماران فریدلندر و هاسل، برانکس، نیویورک، 1933[۴]
- دروازه‌های پردیس، دانشگاه کلمبیا، شهر نیویورک

### بناهای تاریخی و یادبود
- بنای یادبود مینوت، گوشن، نیویورک، با معمار توماس هارلان اللت، اختصاص داده شده در می ۱۹۱۲.
- آمیسیتیا، ریودوژانیرو، برزیل
- جورج واشینگتن، بوئنوس آیرس، آرژانتین
- مجسمه‌های پل منچستر، پیتسبورگ، پنسیلوانیا، ۱۹۱۷
- مریوتر لوئیس و ویلیام کلارک، شارلوتزویل، ویرجینیا، ۱۹۱۹
- توماس جاناتان جکسون، شارلوتزویل، ویرجینیا، ۱۹۲۱
- تابوت خانواده دوک، کلیسای یادبود، دانشگاه دوک، دورهام، کارولینای شمالی
- یادبود جنگ ناحیه ۶۱، (مجسمه)، زمین بازی گرینوود، پارک وی اوشن در فورت همیلتون پارک وی بروکلین، نیویورک، 1922[۵]
- جان میچل، اسکرانتون، PA، ۱۹۲۴
- بنای یادبود آزادی، Ticonderoga، نیویورک، ۱۹۲۴

برداشتن حجاب جهل، ۱۹۲۷، دانشگاه تاسکگی

- برداشتن حجاب جهل، ۱۹۲۷، دانشگاه تاسکگی برداشتن حجاب جهل، تاسکگی، آلاباما، ۱۹۲۷ (مثنی در آتلانتا، جورجیا)
- فرشته صلح، محل نمایشگاه، تورنتو، ۱۹۳۰
- بنای یادبود لینکلن واباش، ایندیانا، ۱۹۳۲
- پدر فرانسیس پی دافی، میدان دافی، شهر نیویورک، ۱۹۳۷
- یادبود هیوی لانگ، باتون روژ، لوئیزیانا، ۱۹۴۰
- هیو لانگ، مجموعه تالار مجسمه ملی در کاپیتول در واشینگتن دی سی، ۱۹۴۱
- اندرو جکسون، کانزاس سیتی، میسوری
- یادبود ارنست هاس، گورستان وودلاون، دیترویت، میشیگان
- یادبود جورج راجرز کلارک، اسپرینگفیلد، اوهایو
- لیسنینگ پست، لینچبرگ، ویرجینیا[۶]

### آثار سکه‌شناسی
- دلار طلای نمایشگاه پاناما-اقیانوس آرام 1915-S
- ۱۹۲۷ ورمونت، نبرد بنینگتون نیم دلاری هفتصد ساله
- ۱۹۳۶ لینچبورگ نیم دلار هفتصد ساله